# Diploderma angustelinea
Diploderma angustelinea — вид ігуаноподібних ящірок родини агамових (Agamidae). Ендемік Китаю. Описаний у 2020 році.

## Поширення і екологія
Diploderma angustelinea відомі з типової місцевості, розташованої в районі містечка Ялунцзян у Мулі-Тибетському автономному повіті на південному заході провінції Сичуань, на висоті 2017 м над рівнем моря. Вони живуть в середній течії річки Ялунцзян, в сухих, порослих травою долинах.